# Nationalmuseum für Völkerkunde und Naturgeschichte

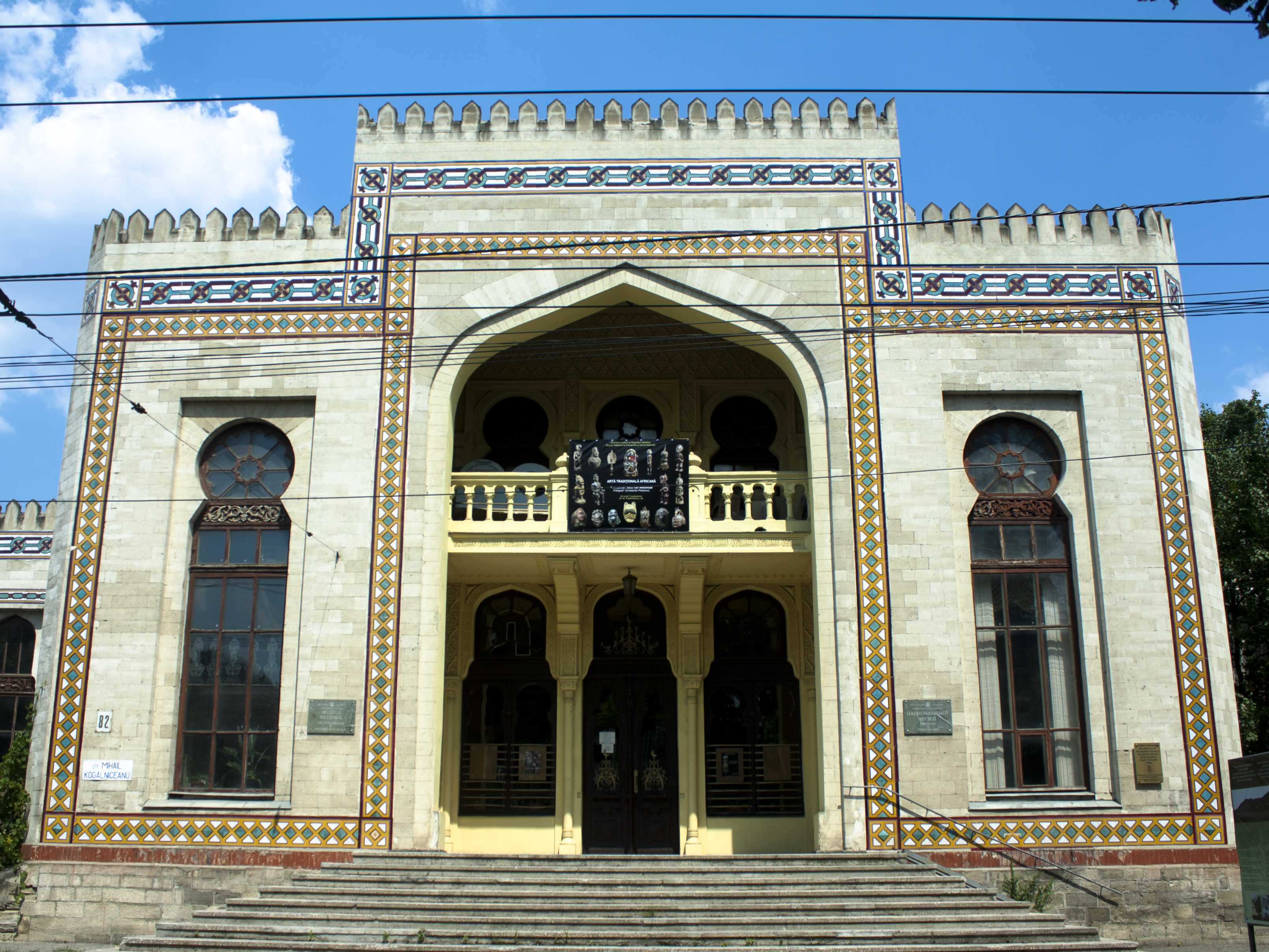
Nationalmuseum für Völkerkunde und Naturgeschichte

Das Nationalmuseum für Völkerkunde und Naturgeschichte (rumänisch Muzeul Național de etnografie și istorie naturală) befindet sich in der moldauischen Stadt Chișinău.

## Geschichte
Im Oktober 1889 fand auf Initiative von Baron Alexander Stewart die erste landwirtschaftliche Ausstellung Bessarabiens statt. Daraus ging zunächst ein Museum für Landwirtschaft hervor, dann das Museum für Zoologie, Landwirtschaft und Handwerk. Ab 1926 hieß die Institution Nationalmuseum für Naturgeschichte Chișinău, ab 1937 Regionalmuseum für Bessarabien, ab 1940 Republikanisches MSSR-Museum, ab 1957 Staatliches Museum für Geschichte und Heimatkunde und ab 1983 Staatliches Museum für Heimatkunde. Seit 1991 trägt das Museum seinen heutigen Namen. Trotz der zahlreichen Umstrukturierungen in seiner Geschichte hat sich das Museum zwei spezifische Themen bewahrt – das Studium der Natur und Kultur von Bessarabien.
Das heute noch genutzte Museumsgebäude wurde von 1903 bis 1905 nach Plänen des Architekten V. Tsyganko erbaut. Seit seiner Gründung entwickelte sich das Museum zu einem wichtigen wissenschaftlichen und kulturellen Zentrum, das nicht nur im Russischen Reich, sondern auch in anderen europäischen Ländern einen gewissen Bekanntheitsgrad erlangte. Im Jahr 1906 wurde beim Museumsgebäude der erste botanische Garten der Region angelegt, der heute noch besteht.
Da es sich beim Nationalmuseum für Völkerkunde und Naturgeschichte um die älteste Institution in ihrem Bereich handelt, war sie an der Etablierung der meisten anderen Museen in Moldau beteiligt. Unter der Schirmherrschaft des Museums entstand so im Dorf Ivancea im Rajon Orhei ein Museumskomplex mit einer Sammlung moldauischer Handwerkskunst. Dieser wurde jedoch auf Grund finanzieller Schwierigkeiten wieder geschlossen, übrig ist lediglich das halb renovierte Museumsgebäude.

## Sammlungen
Im Museum befinden sich geologische, paläontologische, zoologische, entomologische, archäologische, ethnografische und numismatische Sammlungen. Darin finden sich viele wertvolle und teilweise einzigartige Exponate, wie ein Skelett des Deinotherium gigantissimus, archäologische Fundstücke aus moldauischen Dörfern oder eine Sammlung von Teppichen aus dem 18., 19. und 20. Jahrhundert. Das Museum verfügt über eine wissenschaftliche Bibliothek und betreibt eigene Forschungen.
Im Jahr 1994 wurde die Dauerausstellung „Natur. Mensch. Kultur“ eröffnet, die sich dem Verhältnis von Mensch und Natur in verschiedenen Phasen der Geschichte, der Entwicklung der natürlichen Ressourcen und ökologischen Fragen widmet.